# Медаль «В память царствования императора Александра III»
Медаль «В память царствования императора Александра III» — государственная награда, памятная медаль Российской империи.

## Основные сведения
Учреждена 26 февраля 1896 года указом императора Российской империи Николая II в память 51-й годовщины со дня рождения императора Александра III для награждения чинов, состоявших на действительной государственной службе во времена его царствования.

## Порядок награждения
Награждались священнослужители, церковные иерархи, генералы, штаб- и обер-офицеры, классные чины различных ведомств. Согласно дополнительным указам награждались также и женщины, занимающие соответствующие государственные должности.

## Описание медали
Изготовлена из серебра, диаметр — 28 мм. На лицевой стороне медали поплечное, обращённое вправо профильное изображение Александра III. Справа по дуге вдоль края надпись — «ИМП. АЛЕКСАНДРЪ III», слева — лавровая ветвь. На оборотной стороне медали под большой императорской короной указаны в две строчки годы царствования Александра III: «1881 1894». Под датами помещёно изображение креста.
Разновидности медалей государственного чекана неизвестны. Известны варианты медалей, изготовленные частными мастерскими. Они могут отличаться деталями изображения. Известны варианты изготовления из белого металла, а также фрачные варианты медали, диаметром примерно от 10 до 16 мм.
Всего на Санкт-Петербургском монетном дворе было изготовлено около 300 000 медалей (299 765).

## Порядок ношения
Медаль имела ушко для крепления к колодке или ленте. Носить медаль следовало на груди, на ленте ордена Св. Александра Невского.

## Изображения медалей

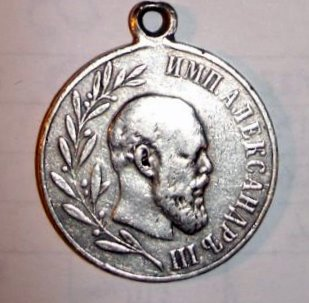
Аверс
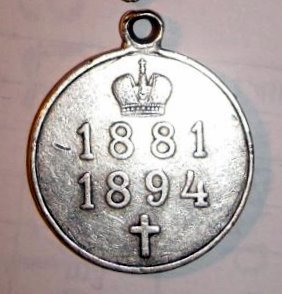
Реверс